# Gert Bastian (Schauspieler)
Gert Bastian Jacobsen (* 22. August 1915 in Store Magleby; † 26. Juni 1987 in Roskilde) war ein dänischer Schauspieler und Opernsänger.

## Leben und Wirken
Gert Bastian erhielt seine Gesangsausbildung an der Eleveskole des Königlichen Theaters Kopenhagen. Er hatte die Stimmlage eines Bariton. Danach absolvierte er seine Schauspielausbildung an der Staatlichen Theaterschule in Kopenhagen.
Sein Bühnendebüt hatte er im Jahr 1946 am Nørrebro-Theater. Er trat im Laufe seiner Karriere in zahlreichen Operetten, Musicals, Varieté-Shows und Kabarett-Programmen auf, unter anderem auch am Odense Teater und am Betty-Nansen-Theater.
Er wirkte von 1949 bis zu seinem Tod in mehr als 20 Film-und-Fernsehproduktionen mit, darunter in der Vater-hoch-vier-Filmreihe, in zwei Filmen der Olsenbande-Reihe und im preisgekrönten Film Babettes Fest.

## Privates
Gert Bastian war von 1941 bis zu seinem Tod mit der Opernsängerin Birgit Møllerup (1919–2008) verheiratet. Aus der Ehe ging ein Sohn hervor, der Musiker Peter Bastian.
Gert Bastian starb am 26. Juni 1987 im Alter von 71 Jahren. Seine Grabstätte befindet sich auf dem Allerslev-Kirkegard in Roskilde.

## Filmografie
- 1949: For frihed og ret
- 1952: Vandmollen i Appeninerne
- 1953: Bastian og Bastienne
- 1953: Vater hoch vier (8-teilige Filmreihe)
- 1955: Lady og Vagabonden
- 1956: Violante
- 1956: En lordag Par Amar
- 1956: La Serva Padrona
- 1959: Tornerose
- 1960: Tiggeroperaen
- 1963: Landsmandsliv
- 1964: Den kongelige Gast
- 1964: Sommer y Tirol
- 1965: Frem og tilbage
- 1967: Undtagelsen og reglen
- 1968: In the Green of the Woods (I den grønne skov)
- 1969: Die Olsenbande in der Klemme (Olsen-banden på spanden)
- 1970: Toggen og Bolden
- 1972: Die Olsenbande und ihr großer Coup (Olsen-bandens store kup)
- 1977: Bredas fald
- 1978: Sommeren 1807
- 1979: Den otteojede Skorpion
- 1984: Nissebanden (Fernsehserie, 1 Folge)
- 1986: Een Gang Strømer...
- 1987: Babettes Fest (Babettes gæstebud)